# 札幌管區氣象台
札幌管區氣象台（日语：／ Sapporo kanku kishōdai */?）是日本氣象廳的一個管區氣象台，位於北海道札幌市中央區，負責北海道的氣象信息發佈和火山、地震觀測。
北海道地域廣大，有劃分地域進行氣象預報的必要。隨著北海道的行政機構改革廢止了支廳，從2010年起，和其他都道縣一樣，採用地方氣象台制度。

## 組織
札幌管區氣象台下屬2個部，6個地方氣象台和1個航空測候所。

### 總務部
- 危機管理調整官（部長直屬）
- 總務課
- 會計課
- 業務課

### 氣象防災部
- 次長
- 氣象防災情報調整官（部長直屬）
- 地震情報官（部長直屬）
- 火山防災情報調整官（部長直屬）
- 海洋情報調整官（部長直屬）
- 防災調查課
- 預報課
  - 天氣聯絡所
- 觀測課
  - 高層氣象觀測室
- 地震火山課
  - 火山監視・情報中心
- 通信課
- 地球環境・海洋課

### 管内地方氣象台
- 函館地方氣象台，位於函館市美原3丁目4番4號。
- 旭川地方氣象台，位於旭川市宮前通東4155番31 旭川合同廳舍東館6樓。
- 室蘭地方氣象台，位於室蘭市山手町2丁目6番8號。
- 釧路地方氣象台，位於釧路市幸町10丁目3番地 釧路地方合同廳舍9階。
- 網走地方氣象台，位於網走市台町2丁目1番6號。
- 稚内地方氣象台，位於稚內市開運2丁目2番1號 稚内港湾合同廳舍。

### 新千歲航空測候所
位於千歲市美美新千歳機場内，下屬7個出張所：
- 函館空港出張所，位於函館市高松町511番地。
- 釧路空港出張所，位於釧路市鶴丘2。
- 帶廣空港出張所，位於帶廣市泉町西9線中8-15。
- 稚內空港出張所，位於稚内市大字声問村字声問6744。
- 旭川空港出張所，位於上川郡東神樂町東2線15號96番地。
- 中標津空港出張所，位於標津郡中標津町北中16番1號。
- 女滿別空港出張所，位於網走郡大空町女満別中央256番3號。

## 歷史

### 概述
札幌管區氣象台的前身札幌測候所是日本第3個開展氣象觀測的觀測所，可追溯到札幌農學校（現北海道大學）開設的1876年，當時的北海道開拓使強調要開拓還是蠻荒之地的北海道，氣象觀測十分必要。在此背景下，與威廉·史密斯·克拉克博士一同來到札幌農學校教學的威廉·惠勒博士開始研究農業和氣象的關係，并開展氣象觀測活動。

### 沿革
- 1872年8月26日	函館（函館海洋氣象台的前身函館氣候測量所）開始日本最初的氣象觀測。
- 1876年9月1日 石狩国札幌區東創成通（現在的中央區南2條東1丁目）札幌農學校教師威廉·惠勒開始氣象觀測。
- 1880年2月27日 開始發佈暴風警報。
- 1883年1月 開始用地震儀進行地震觀測。
- 1892年8月1日 開始發佈天氣預報（北海道道廳塔上建有信號桿，通過懸掛旗幟的方式發佈預報）。
- 1921年11月28日 開始用氣球觀測大氣。
- 1928年6月 開始用廣播發佈天氣預報。
- 1937年10月28日 轉為國營，歸文部科學省管轄，改稱為中央氣象台札幌之台。
- 1939年7月1日 搬遷至現在的地址并開始觀測。
- 1939年8月11日 開始在報紙上發佈天氣圖（北海道首次）。
- 1939年11月1日 改稱札幌管區氣象台。
- 1940年2月10日 開始使用無線電探空儀觀測高層大氣。
- 1943年11月1日 歸運輸通信省管轄。
- 1955年7月25日 在札幌開始天氣預報電話服務。
- 1957年1月 開始使用飛機進行海冰觀測。
- 1957年2月1日 開始電視天氣預報。
- 1963年6月17日 開始使用氣象雷達觀測。
- 1974年11月1日 開始運用地域氣象観測系統AMeDAS。

## 關聯項目
- 氣象廳
- 管區氣象台
- 北海道
- 札幌市